# Sophia Riedl
Sophia Riedl (* 1. Januar 1996 in München) ist eine deutsche Musicaldarstellerin und Synchronsprecherin.

## Karriere
Sophia Riedl beendete 2021 ihr Musical-Studium an der Folkwang Universität der Künste in Essen.
Bereits vor Aufnahme des Studiums stand sie u. a. als Solistin in der Olympiahalle München auf der Bühne. Während ihres Studiums war sie u. a. in Spring Awakening oder Grand Hotel zu sehen, stand darüber hinaus bereits in den Produktionen West Side Story als Luisa und Jekyll & Hyde u. a. als Cover Lisa Carew unter der Regie von Gil Mehmert an der Oper Dortmund auf der Bühne.
Es folgten Engagements als Luisa in The Fantasticks, als Solistin bei dem Konzert-Event Die größten Musicalhits aller Zeiten sowie als Swing mit Cover Monika und Cover Eva bei Ku’damm 56 – Das Musical am Theater des Westens in Berlin.
Sie ist auch als Synchronsprecherin tätig. Unter anderem ist sie die deutsche Singstimme von Arielle aus dem Remake Arielle, die Meerjungfrau oder von Glinda aus Wicked.

## Bühne (Rollen, Auszug)
- 2021–2022: Ku’damm 56 – Das Musical (Theater des Westens Berlin) als Swing, Cover Monika, Cover Eva
- 2021: Die größten Musicalhits aller Zeiten (Sound of Music Concerts) als Solistin
- 2021: The Fantasticks (Kleines Theater Bad Godesberg) als Luisa
- 2020–2021: Jekyll & Hyde (Oper Dortmund) als Newsboy, Zweitbesetzung Lisa Carew[4]
- 2020: Grand Hotel (Neue Aula Folkwang), als Raffaela
- 2019: Tartuffe (Weiße Mühle Folkwang) als Dorine

## Synchron (Auszug)
- 2022: Pinocchio als Fabiana/Sabina
- 2023: Arielle, die Meerjungfrau als Arielle (Gesang)
- 2024: Wicked als Glinda (Gesang)[5]
- 2025: Schneewittchen als Schneewittchen (Sprache & Gesang)